# Aphrophora jalapae
Aphrophora jalapae är en insektsart som beskrevs av Jacobi 1921. Aphrophora jalapae ingår i släktet Aphrophora och familjen spottstritar. Inga underarter finns listade i Catalogue of Life.